# أمتار
أمتار هي قرية أمازيغية جبلية مغربية شمال المملكة. تنتمي أمتار لإقليم شفشاون. تضم هذه القرية 10.038 نسمة (إحصاء 2004).